# Turnen op de Olympische Zomerspelen 1896
Turnen is een van de sporten die beoefend werden tijdens de Olympische Zomerspelen 1896 in Athene.

## Mannen

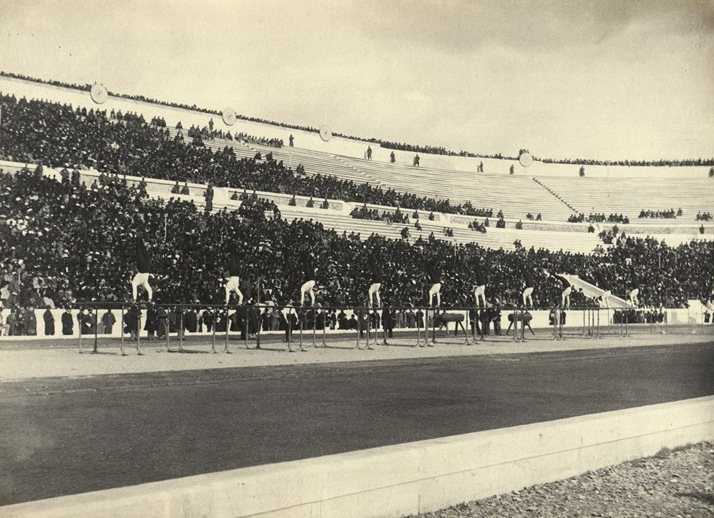
Turnen op de Olympische Zomerspelen 1896

### Medailles individueel
| Onderdeel     | Goud | Goud                    | Zilver | Zilver              | Brons           | Brons               |
| ------------- | ---- | ----------------------- | ------ | ------------------- | --------------- | ------------------- |
| Paard voltige | SUI  | Louis Zutter            | GER    | Hermann Weingärtner | Niet uitgereikt | Niet uitgereikt     |
| Ringen        | GRE  | Ioannis Mitropoulos     | GER    | Hermann Weingärtner | GRE             | Petros Persakis     |
| Sprong        | GER  | Carl Schuhmann          | SUI    | Louis Zutter        | GER             | Hermann Weingärtner |
| Brug          | GER  | Alfred Flatow           | SUI    | Louis Zutter        | Niet uitgereikt | Niet uitgereikt     |
| Rekstok       | GER  | Hermann Weingärtner     | GER    | Alfred Flatow       | Niet uitgereikt | Niet uitgereikt     |
| Touwklimmen   | GRE  | Nikolaos Andriakopoulos | GRE    | Thomas Xenakis      | GER             | Fritz Hofmann       |

### Medailles teams
| Onderdeel | Goud | Goud | Zilver                                                                                   | Zilver                                                                                   | Brons                                                                                  | Brons                                                                                  |
| --------- | --- | --- | ---------------------------------------------------------------------------------------- | ---------------------------------------------------------------------------------------- | -------------------------------------------------------------------------------------- | -------------------------------------------------------------------------------------- |
| Brug      | Duitsland Fritz Hofmann Conrad Böcker Alfred Flatow Gustav Flatow Georg Hillmar Fritz Manteuffel Karl Neukirch Richard Röstel Gustav Schuft Carl Schuhmann Hermann Weingärtner | Duitsland Fritz Hofmann Conrad Böcker Alfred Flatow Gustav Flatow Georg Hillmar Fritz Manteuffel Karl Neukirch Richard Röstel Gustav Schuft Carl Schuhmann Hermann Weingärtner | Griekenland Spyros Athanasopoulos Nikolaos Andriakopoulos Petros Persakis Thomas Xenakis | Griekenland Spyros Athanasopoulos Nikolaos Andriakopoulos Petros Persakis Thomas Xenakis | Griekenland Ioannis Chrysafis Ioannis Mitropoulos Dimitrios Loundras Filippos Karvelas | Griekenland Ioannis Chrysafis Ioannis Mitropoulos Dimitrios Loundras Filippos Karvelas |
| Rekstok   | Duitsland Fritz Hofmann Conrad Böcker Alfred Flatow Gustav Flatow Georg Hillmar Fritz Manteuffel Karl Neukirch Richard Röstel Gustav Schuft Carl Schuhmann Hermann Weingärtner | Duitsland Fritz Hofmann Conrad Böcker Alfred Flatow Gustav Flatow Georg Hillmar Fritz Manteuffel Karl Neukirch Richard Röstel Gustav Schuft Carl Schuhmann Hermann Weingärtner | Niet uitgereikt                                                                          | Niet uitgereikt                                                                          | Niet uitgereikt                                                                        | Niet uitgereikt                                                                        |

## Medaillespiegel
| Plaats | Land        | NOC    | Goud | Zilver | Brons | Totaal |
| ------ | ----------- | ------ | ---- | ------ | ----- | ------ |
| 1      | Duitsland   | GER    | 5    | 3      | 2     | 10     |
| 2      | Griekenland | GRE    | 2    | 2      | 2     | 6      |
| 3      | Zwitserland | SUI    | 1    | 2      | 0     | 3      |
| Totaal | Totaal      | Totaal | 8    | 7      | 4     | 19     |